# Free to Decide
Free to Decide é uma canção da banda irlandesa The Cranberries. Foi lançada como o segundo single do terceiro álbum de estúdio do grupo, To the Faithful Departed. Em 2017, foi lançada como uma versão acústica e despojada no álbum Something Else da banda.

## Videoclipe
No videoclipe, Dolores O'Riordan escapa da imprensa e dirige seu jipe enquanto sua banda se apresenta com paredes amarelas atrás deles. Dolores aparece em uma roupa branca cantando a música em uma gaiola e dançando perto de um porta-retrato gigante. No final do vídeo, os últimos 30 segundos reproduzem o interlúdio em que todo o vídeo volta ao início.

## Faixas
1. "Free to Decide" – 4:25
2. "Salvation" (Live at Milton Keynes Bowl) – 2:23
3. "Bosnia" – 5:37

## Paradas
| Parada (1996)                                             | Melhor colocação |
| --------------------------------------------------------- | ---------------- |
| Austrália (ARIA)                                          | 43               |
| República Tcheca (IFPI CR)                                | 9                |
| França (SNEP)                                             | 43               |
| Alemanha (Offizielle Deutsche Charts)                     | 94               |
| Islândia (Íslenski Listinn Topp 40)                       | 5                |
| Irlanda (IRMA)                                            | 28               |
| Nova Zelândia (Recorded Music NZ)                         | 19               |
| Polônia (LP3)                                             | 22               |
| Escócia (Scottish Singles Chart)                          | 39               |
| Suécia (Sverigetopplistan)                                | 40               |
| Reino Unido (UK Singles Chart)                            | 33               |
| Estados Unidos (Billboard Hot 100) com "When You're Gone" | 22               |
| Estados Unidos (Billboard Adult Alternative Songs)        | 6                |
| Estados Unidos (Billboard Adult Top 40)                   | 23               |
| Estados Unidos (Billboard Alternative Airplay)            | 8                |
| Estados Unidos (Billboard Mainstream Top 40)              | 16               |

| Parada (1996)                       | Posição |
| ----------------------------------- | ------- |
| Canada Top Singles (RPM)            | 29      |
| Canada Rock/Alternative (RPM)       | 36      |
| Islândia (Íslenski Listinn Topp 40) | 70      |